# Didier de Toulouse
Didier (Desiderius), duc de Toulouse et d'Aquitaine, un des généraux de Chilpéric Ier, impliqué dans la révolte de Gondovald (mort en 587).

## Biographie
Il tente en 576 d'envahir les états de Childebert d'Austrasie, alors en bas âge, en Aquitaine, mais est battu en Limousin par le patrice Mummolus, dépêché par le roi de Bourgogne Gontran. En 581, toujours pour le compte de Chilpéric, il profite de la discorde entre Childebert et Gontran pour s'emparer de l'Agenais et du Périgord, possessions de Gontran.
Au printemps 583, Chilpéric entreprend d'attaquer les possessions de son frère Gontran dans le Berry. Il envoie le duc Didier, renforcé par Bladaste, duc de Novempopulanie, qui rencontrent les armées de Gontran à Châteaumeillant, où de lourdes pertes sont subies de part et d'autre. Didier et Bladaste, rejoints par le duc de Poitiers Berulfus assiègent Bourges, quand, au nord, Chilpéric est surpris près de Melun par Gontran. Un accord est signé le lendemain. Le siège de Bourges est levé mais les troupes ravagent le pays en se retirant.
Après la mort de Chilpéric en septembre 584, Didier, qui a rejoint les partisans du prétendant mérovingien Gondovald, s'empare des trésors de Rigonde, fille du roi défunt et de Frédégonde, partie épouser le prince wisigoth Récarède Ier. Didier abandonne le parti de Gondovald quand Gontran lève une armée contre lui. Le prétendant, réfugié à Comminges, est tué en mars 585. Didier parvient à rentrer en grâce auprès de Gontran et conserve son gouvernement à Toulouse. Il doit cependant rendre sa captive, Rigonde, qui retourne auprès de sa mère.
Il doit abandonner l'Albigeois, restitué en 587 par Gontran à son neveu Childebert II. Il intervient cette même année pour soutenir la Septimanie révoltée contre le roi Récarède, mais est tué devant Carcassonne. Après sa mort, Tétradie son épouse qu'il avait enlevée à un puissant seigneur d'Auvergne nommé Eulalius, est rendue à son premier mari, et les enfants qu'elle avait eus de Didier sont déclarés illégitimes en 589 par un concile d'évêques réuni à Marvejols.